# Bloody Falls
Bloody Falls (oder Kugluk) ist eine Stromschnelle in Nunavut, Kanada. Sie liegt 15 Kilometer oberhalb der Mündung des Coppermine Rivers in den Arktischen Ozean im Kugluk/Bloody Falls Territorial Park. Kugluktuk, die nächstgelegene Siedlung, befindet sich fast 16 Kilometer entfernt.
Der britische Forscher Samuel Hearne benannte die Stromschnelle nach dem Massaker von Bloody Falls (englisch „Bloody Falls Massacre“), bei dem im Jahr 1771 Angehörige der Chipewyan und der Yellowknife aus dem Umfeld der Expedition von Hearne rund 20 Angehörige der Copper Inuit töteten.
Auf Grund seiner Bedeutung als Jagd- und Angelplatz für die örtlichen Kulturen sowie dokumentieren archäologischen Fundstücken und einer Nutzung durch Prä-Dorset-, Thule-, First Nation- und Inuit-Kulturen in den letzten drei Jahrtausenden wurde der Ort 1978 zur National Historic Site of Canada erklärt.
Die Inuit nutzen das Gebiet noch heute als Fisch-Camp.